# Дум-пальма
Дум-пальма, Пальма дум або Гифена(Hyphaene) — рід рослин родини пальмових.

## Біологічний опис

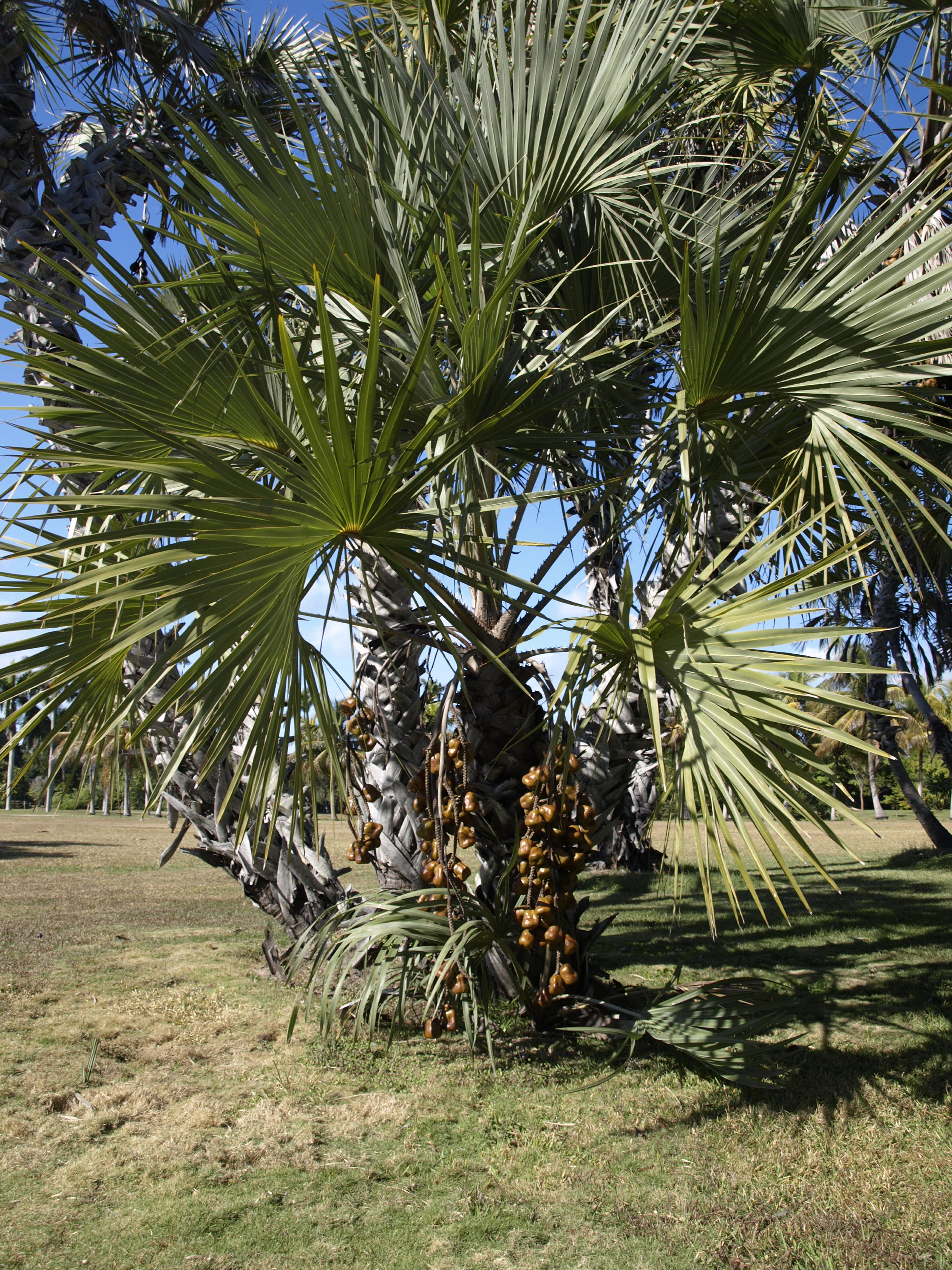
Hyphaene dichotoma

Стовбур, як правило, розгалужений, висотою до 12-15 м. Листя віялові, зібрані на кінцях гілок. Рослини дводомні з волотистим суцвіттям довжиною до 1,2 м. Плід — кістянка.

## Поширення
Батьківщиною пальми дум є північна частина Африки. Вона широко поширене у Сахелі і росте від Мавританії та Сенегалу на заході, до Єгипту, Кенії, Сомалі та Танзанії на сході. Пальма Дум, як правило, росте в районах, де присутні ґрунтові води, і зустрічається вздовж річки Ніл в Єгипті та Судані, в прирічкових районах північно-західної Кенії та вздовж річки Нігер у Західній Африці. Вона також є звичною для Леванту та Аравійського півострова (Ізраїль, Синай, Ємен і Саудівська Аравія), зустрічається і Індії і, як повідомляється, натуралізований на Нідерландських Антильських островах у Карибському морі.

## Види
- Hyphaene compressa
- Hyphaene coriacea
- Hyphaene dichotoma
- Hyphaene guineensis
- Hyphaene macrosperma
- Hyphaene petersiana
- Hyphaene reptans
- Hyphaene thebaica

## Використання
Найвідоміша дум-пальма Hyphaene thebaica, що росте в північно-східній Африці, головним чином на піщаних ґрунтах у долинах річок. М'якоть плодів їстівна, тверде насіння використовуються на вироби (схожі на слонову кістку). Деревина важка і міцна.
З тонкої висушеної коричневої шкірки виготовляють патоку, тістечка та цукерки. Незрілі ядра теж їстівні. Пагони пророщеного насіння також їдять як овоч. У Єгипті фрукти продаються вуличними торговцями. Плід популярний серед дітей, які гризуть його солодку, але кислувату тверду волокнисту м’якоть під блискучою твердою скоринкою. Іноді його м’якоть обсмажують із цукром і роблять холодний літній напій, подібний до того, як готують напій з ріжкового дерева в Єгипті. У південно-східному Нігері м’якоть фруктів відома як брі, а традиційні добре відомі млинці з пшона готуються з цією м’якоттю як приправою під назвою массан брі.